# Glasgow (Montana)
Glasgow is een plaats (city) in de Amerikaanse staat Montana, en valt bestuurlijk gezien onder Valley County.

## Demografie
Bij de volkstelling in 2000 werd het aantal inwoners vastgesteld op 3253.
In 2006 is het aantal inwoners door het United States Census Bureau geschat op 2960, een daling van 293 (-9,0%).

## Geografie
Volgens het United States Census Bureau beslaat de plaats een oppervlakte van
3,6 km², geheel bestaande uit land. Glasgow ligt op ongeveer 638 m boven zeeniveau.

## Plaatsen in de nabije omgeving
De onderstaande figuur toont nabijgelegen plaatsen in een straal van 48 km rond Glasgow.

## Geboren
- Steve Reeves (1926-2000), acteur en bodybuilder
- Stacy Edwards (1965), actrice
- Anthony Washington (1966), discuswerper